# Hugo Wilkens
Friedrich August Hugo Wilkens (* 15. Januar 1888 in Eilenburg; † 7. Februar 1972 in Simonstown, Südafrika) war ein deutscher Maler und Grafiker.

## Leben
Er war ein Sohn des Dekorationsmalers Hugo Wilkens und von Elise geb. Horn. Wilkens besuchte die Kunstgewerbeschule Dresden, die Kunstgewerbeschule in Berlin, die Leipziger Akademie für graphische Künste und Buchgewerbe und eine nicht näher bezeichnete Akademie in Paris. Er nahm als Soldat am Ersten Weltkrieg teil. In der wirtschaftlich schwierigen Zeit nach dem Ersten Weltkrieg nahm er eine Stellung als Grafiker im künstlerischen Büro des Scherl-Verlags an und wechselte später zum Ullstein-Verlag. 1923 nahm Wilkens an der Großen Berliner Kunstausstellung im Landesausstellungsgebäude am Lehrter Bahnhof teil.
Mit den Berliner Freunden Werner Ackermann und Max Bethke suchte er nach Möglichkeiten zur Auswanderung, die 1923 zum Kauf und gemeinsamen Betrieb von Monte Verità in Ascona als Hotel, Kurhaus und Restaurant führten. Ende 1924 schied Wilkens aus dem Unternehmen aus und suchte mit einer Handpresse künstlerisch und wirtschaftlich zu reüssieren; er begann 1925 mit einem Mappenwerk für den Maler Walter Helbig, das im Verlag Officina Verbano in Ascona erschien. In Ascona wurde Wilkens auch Mitglied der neuen Künstlergruppe Der Große Bär und beteiligte sich an der ersten Kollektivausstellung der Gruppe im Juni 1925. Zusammen mit Marianne Werefkin, Oscar Niemeyer-Holstein, Ernst Frick, Albert Kohler, Gordon MacCouch und Walter Helbig zeigte er m November 1925 drei seiner Gemälde in der Berner Kunstausstellung. Später übersiedelte er nach St. Moritz, versuchte in Zürich Fuß zu fassen und kehrte schließlich nach Berlin zurück. 1928 nahm er dort noch einmal an einer Kunstausstellung teil, die im Bürgersaal des Rathauses Friedenau stattfand.
Nach dem Suizid seiner ersten Frau Gertrud Kolbe, eine Schwester des Malers Georg Kolbe, heiratete er Emmi Fürst, mit der er 1936 aus politischen Gründen nach Südafrika emigrierte. In Rustenburg betrieb er bis 1965 die Ascona Citrus Nursery. Nach dem Verkauf der Farm übersiedelte er mit seiner Frau nach Simonstown zu seinem Sohn Achim aus erster Ehe.
Einen Namen machte sich Wilkens vor allem als Illustrator von zahlreichen Büchern. Im Münchner Verlag Rösl & Cie. stattete er um 1920 acht Bände mit handbemalten Bildern und zahlreichen Zierstücken aus: Alphonse Daudets Briefe aus meiner Mühle, Annette von Droste-Hülshoffs Judenbuche, Wilhelm Hauffs Phantasien im Bremer Ratskeller, Heinrich Heines Buch der Lieder und dessen Harzreise, E. T. A. Hoffmanns Elixiere des Teufels und Lebens-Ansichten des Katers Murr sowie Jean Pauls Leben des vergnügten Schulmeisterlein Maria Wuz.